# Syco Records
Syco Records, ook wel Syco Music, is een Britse platenmaatschappij die opgericht is door Simon Cowell in 2002. Deze maatschappij heeft in 2012 een samenwerkingsverband getekend met de platenmaatschappij Columbia Records voor het promoten van de carrière van The X-Factor-winnaar Matt Cardle.

## Artiesten
Onder andere de volgende artiesten staan of stonden onder contract bij het label:
- Camila Cabello
- Olly Murs
- Rebecca Ferguson
- James Arthur
- Susan Boyle
- Collabro
- CNCO
- One Direction
- Noah Cyrus
- Labrinth
- Louis Tomlinson
- Grace VanderWaal
- Il Volo
- Lauren Jauregui